# کلیسای سنت نیکلاس (دمره)

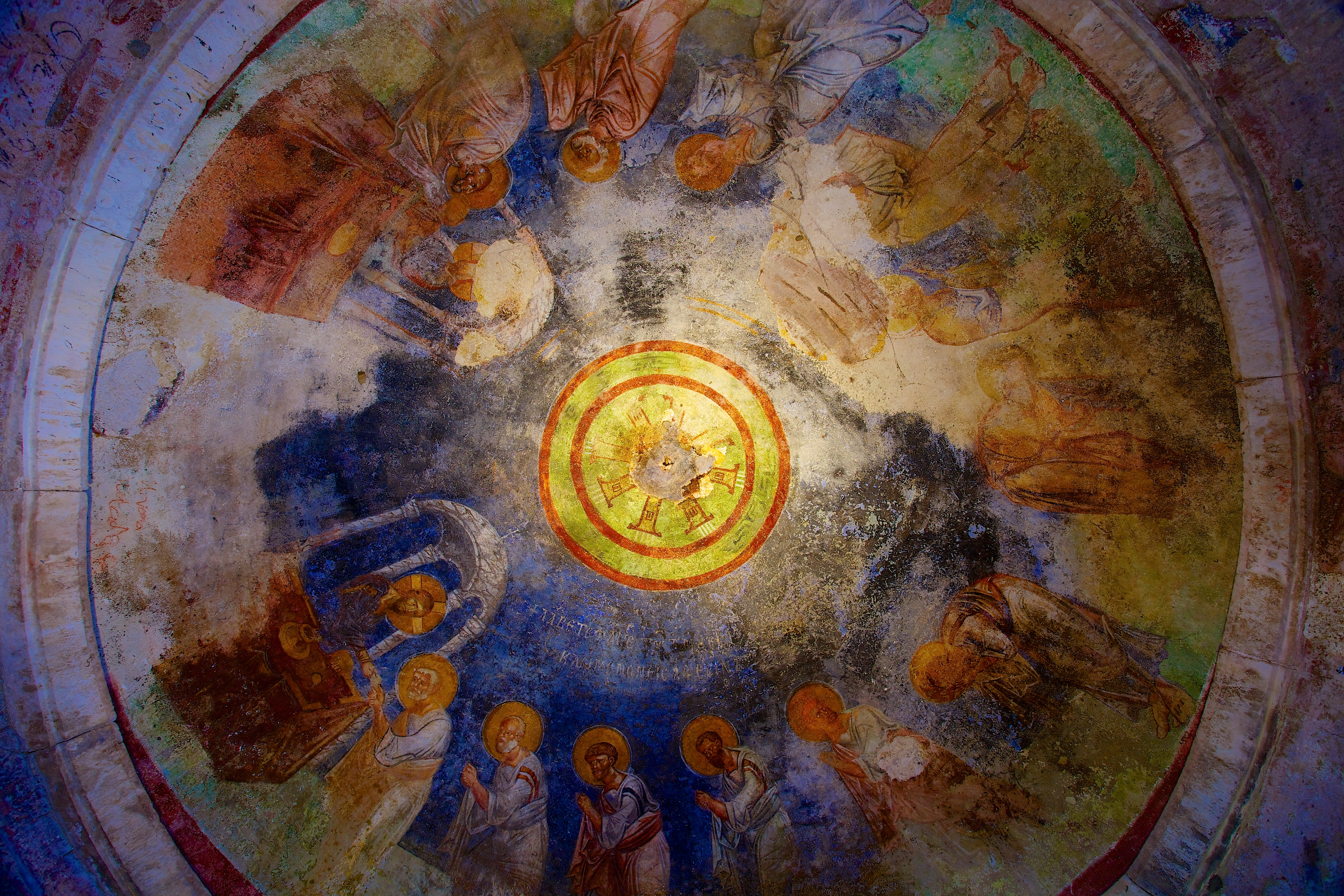
نقاشی دیواری سقف

کلیسای سنت نیکلاس (یونانی: Εκκλησία του Αγίου Νικολάου Ekklisía tou Agíou Nikoláou) یک بازیلیکای امپراتوری بیزانسی باستانی در شهر باستانی میرا (ترکیه) است که امروزه به‌عنوان موزه‌ای در دمره، استان آنتالیا، ترکیه قرار دارد. این کلیسا بر روی گورستان نیکلاس قدیس، اسقف قرن چهارم مسیحیت در میرا ساخته شده است. این کلیسا نقش مهمی در تاریخ مسیحیت ارتدکس شرقی و کلیسای کاتولیک ایفا کرده و همچنین منبع الهام تاریخی شخصیت بابا نوئل بوده است.
کلیسای سنت نیکلاس در قرن ششم میلادی در دوران حکومت ژوستینین یکم ساخته شد و در فهرست موقت میراث جهانی یونسکو قرار دارد.

## تاریخچه
این کلیسا در سال ۵۲۰ میلادی بر روی پایه‌های یک کلیسای قدیمی‌تر ساخته شد که در آن سنت نیکلاس به‌عنوان اسقف خدمت می‌کرد. ژوستینین یکم نقش مهمی در بازسازی آن ایفا کرد. این کلیسا به دلیل دیوارنگاره‌های فرسکوی برجسته و اهمیت معماری و مذهبی خود شناخته شده است.
در طول زمان، این کلیسا دچار سیلاب شد و با لای پوشیده شد. در سال ۱۸۶۲، امپراتور روسیه نیکلای یکم آن را بازسازی کرد و برجی به آن افزود و تغییراتی در معماری بیزانسی آن ایجاد نمود. کلیسا تا سال ۱۹۲۳ به‌عنوان مکان مذهبی فعال بود، اما پس از آن به دلیل مبادله جمعیت میان یونان و ترکیه و خروج یونانیان عثمانی از دمره، متروکه شد.